# Solva maniema
Solva maniema är en tvåvingeart som beskrevs av Speiser 1923. Solva maniema ingår i släktet Solva och familjen lövträdsflugor.
Artens utbredningsområde är Tanzania. Inga underarter finns listade i Catalogue of Life.